# Слоган (фільм)
«Слоган» (фр. L'amour et l'amour) — французька сатирична романтична драма 1969 року, знята П'єром Гримбла. У головних ролях разом знялися Серж Генсбур та Джейн Біркін. Фільм став початком тринадцятирічної співпраці Генсбура і Біркін.

## Сюжет
Серж Фаберже (Генсбур) — 40-річний режисер, який кинув свою вагітну дружину (Парізі) заради участі на Венеційському кінофестивалі. Там він зустрічає Евелін (Біркін), молоду британку і починає з нею стосунки. В кінцевому підсумку вона залишає його заради іншої людини.

## Виробництво
Спочатку Гримбла хотів, щоб роль Евелін зіграла американська актриса Маріса Беренсон, але змінив свою думку в період кастингу і вибрав на цю роль британську зірку кінематографа.
Зйомки фільму були тимчасово відкладені у зв'язку з травневими заворушеннями 1968 року у Франції.

## В ролях
- Серж Генсбур — Серж Фаберже;
- Джейн Біркін — Евелін;
- Жюльєт Берто — секретарь;
- Даніель Желен — батько Евелін;
- Анрі-Жак Юе — M. Жолі;
- Джеймс Мітчелл — Х'ю;
- Андреа Парізі — Франсуаза;
- Жиль Мійнер — Дадо;
- Роже Люмон — адвокат Сержа;
- Роберт Ломбард — автомобіліст;
- Кейт Баррі — дочка Сержа.